# Vannella sensilis
Vannella sensilis – gatunek ameby należący do rodziny  Vannellidae z supergrupy Amoebozoa według klasyfikacji Cavaliera-Smitha.
Forma pełzająca jest kształtu łopatkowatego, półkolistego albo flagowatego. Hialoplazma zajmuje połowę lub 2/3 całkowitej długości pełzaka, tylny koniec ciała trójkątny. Osobnik dorosły osiąga długość 13 – 20 μm, szerokość 15 – 24 μm. Posiada pojedyncze jądro o średnicy 3 μm.
Forma swobodnie pływająca posiada cienkie, tępo zakończone pseudopodia, które mogą być czasami zakrzywione.
Występuje w morzu.